# Сулеювек (остановочный пункт)
Сулеювек (пол. Sulejówek) — остановочный пункт железной дороги в городе Сулеювек, в Мазовецком воеводстве Польши. Имеет 2 платформы и 2 пути.
Остановочный пункт (платформа пассажирская) построен на линии Привислинской железной дороги в 1910 году, когда эта территория была в составе Царства Польского.